# Kosjerovo
Kosjerovo (szerbül: Косјерово), település Bosznia-Hercegovinában, Laktaši községben, Bosanska krajina területén, a Szerb Köztársaságban. 

## Fekvése
Bosznia-Hercegovina északi részén, Banja Lukától légvonalban 26, közúton 30 km-re, községközpontjától légvonalban 9, közúton 10 km-re északkeletre, 107-113 méteres magasságban, a Lijevce polje mezején, és az Orbász bal partja melletti hordaléksíkságon fekszik.

## Népessége
| Nemzetiségi csoport | Népesség 1991 | Népesség 2013 |
| ------------------- | ------------- | ------------- |
| Szerb               | 746           | 676           |
| Bosnyák             | 1             | 1             |
| Horvát              | 2             | 3             |
| Jugoszláv           | 29            | 1             |
| Egyéb               | 6             | 4             |
| Összesen            | 784           | 685           |

## Története
A település első lehetséges említése 1479-ben történt, amikor a jajcai vár szuperintendense Stjepan Pesth livači, kosirjevaci (Kozyryewach) és haidarići jobbágyaival elfoglalta Gočelovac várát és birtokát. Kosjerovo közelében, Vakuf falunál volt egy síkvidéki, földsáncokkal védett téglalap alakú erődítmény. Ez az erődítmény kétségtelenül a középkori kosirjevaci uradalom székhelye volt, azaz egy erősség, amely valószínűleg ugyanazt a nevet viselte.
A település 1878-ig tartozott az Oszmán Birodalomhoz, ekkor a berlini kongresszus határozata alapján az Osztrák-Magyar Monarchia része lett. 1879-ben az első osztrák-magyar népszámlálás során a Banja Luka-i járáshoz tartozó településnek 45 háztartása és 299 ortodox lakosa volt.  A monarchia szétesésével 1918-ban előbb a Szerb-Horvát-Szlovén Királyság, majd 1929-től a Jugoszláv Királyság része. Az 1929-es törvény értelmében, amikor Bosznia-Hercegovinát négy banovinára, Drinskára, Vrbaskára, Zetskára és Primorskára osztották, a település a Vrbaska banovina része lett, amelynek székhelye Banja Luka volt. Jugoszlávia megszállása után a Független Horvát Állam (NDH) része lett. A második világháború után a szocialista Jugoszláviához tartozott. A daytoni békeszerződést követő területfelosztásnál Laktaši község részeként a Szerb Köztársaság területéhez került.